# Low Bradley
Low Bradley – wieś w Anglii, w hrabstwie North Yorkshire, w dystrykcie (unitary authority) North Yorkshire, w civil parish Bradleys Both. Leży 61 km na zachód od miasta York i 297 km na północny zachód od Londynu. W 2001 miejscowość liczyła 1160 mieszkańców.